# Оборка

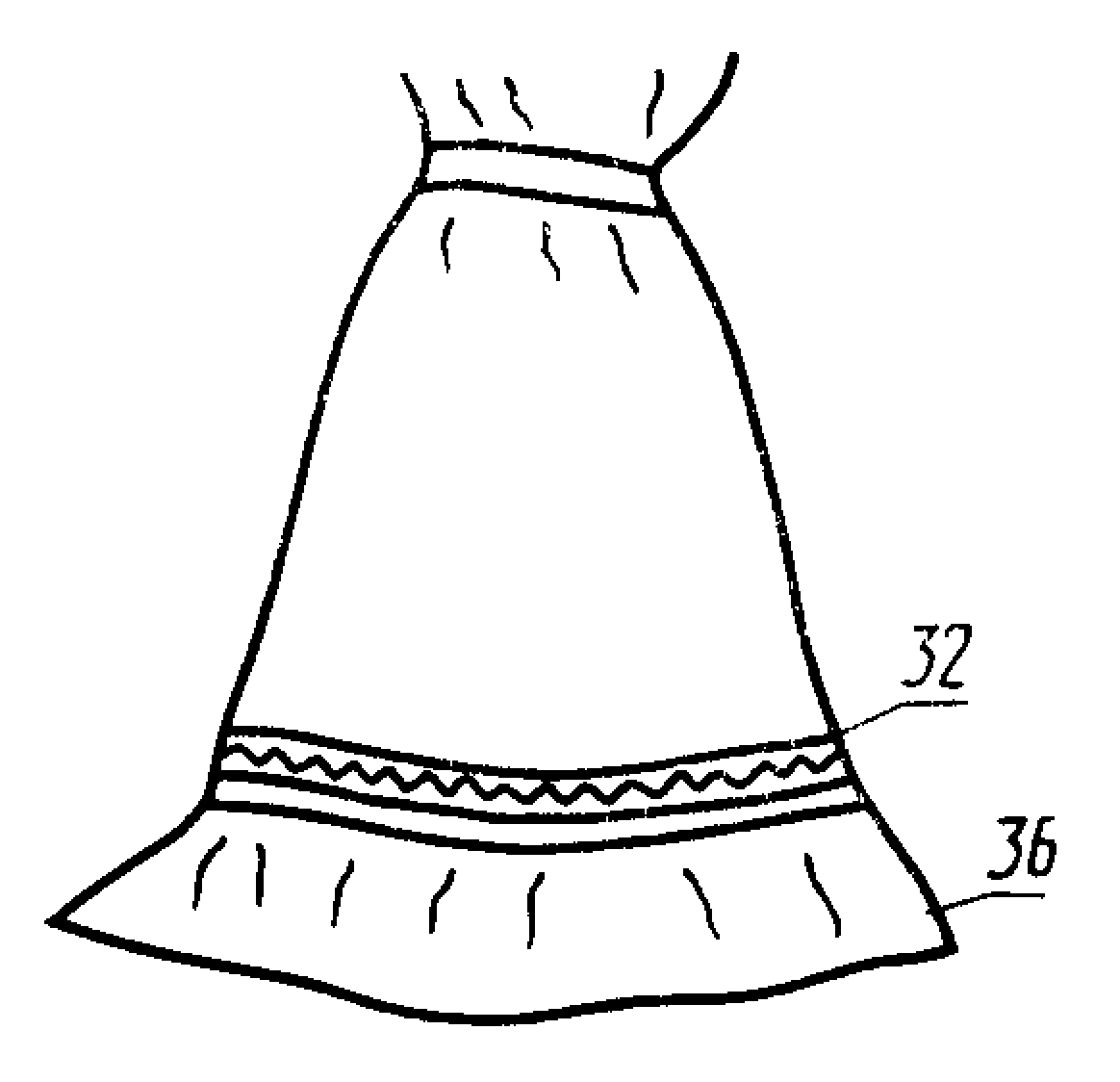
Оборка на юбке (36) согласно ГОСТ 22977-89

Обо́рка — декоративный элемент отделки одежды в виде полосы ткани, собранной с одной стороны в сборку или складку, в том числе плиссе и гофре. Оборку соединяют со швейным изделием по собранному краю.
Оборки разной ширины применяются преимущественно в детской одежде, а также в качестве украшения женских блуз, юбок и платьев. Оборки кроят по косой или прямой из основной или отделочной ткани изделия. Отлётный край оборки обрабатывается вручную или на машине краевым швом вподгибку, пико, зигзагом или обмёткой. Одиночная или двойная оборка, пришитая по горловине, заменяет воротник, вшитая в пройму оборка имитирует короткий рукав. Узкие оборки располагают на швейных изделиях по горизонтали, вертикали и наклонно, оформляют в виде кокетки. В зависимости от способа прикрепления к основному изделию оборки бывают притачными и настрочными. Многоярусными настрочными оборками оформляют длинные юбки, многоярусные юбки также шьют целиком из притачных сборок.